# ウルトラマン ニュージェネレーションクロニクル
『ウルトラマン ニュージェネレーションクロニクル』（ULTRAMAN NEW GENERATION CHRONICLE）は、2019年1月5日から6月29日までテレビ東京系列で毎週土曜 9:00 - 9:30 (JST) に放送された円谷プロダクション制作の特撮テレビドラマ。

## 概要
本番組では、『ウルトラマンギンガ』から『ウルトラマンR/B』までのニュージェネレーションヒーローズのテレビシリーズと劇場版作品のエピソードの中から、人気のエピソードを厳選・再編集して放送する。劇場版作品については分割して放送する。
快獣ブースカとペガッサ星人ペガが冒頭部分と終盤部分に登場し、ウルトラシリーズ作品専門の上映をする映画館「ブースカ劇場」の支配人とアルバイターという設定のもと、客席から上映される作品を鑑賞する形で紹介する。また、紹介作品に関連するスペシャルゲストも観客という設定で参加する。

## キャスト

### 声の出演
- 快獣ブースカ - 冨永みーな[1][2]
- ペガッサ星人ペガ - 潘めぐみ[1][2]
- ナレーター - 外島孝一[2]（8 - 10,13除く）
- ウルトラマントレギア - 内田雄馬 [2]（13）

### ゲスト
- 朝倉リク - 濱田龍臣（1,26）[2][3]
- 丸九店長 / ガンQ（声） - 星羅 [2]（3,4）
- マナ - 最上もが[2]（5-7）
- 湊カツミ - 平田雄也[2]（11,12,26）
- 湊イサミ - 小池亮介[2]（11,12,26）
- 湊アサヒ - 其原有沙[2]（12）
- 大空大地 - 高橋健介[2]（14,15,26）
- 愛染マコト - 深水元基[2]（19,20）
- 伊賀栗レイト - 小澤雄太[2]（21,22）
- 礼堂ヒカル - 根岸拓哉[2]（26）
- ショウ - 宇治清高[2]（26）
- クレナイ ガイ - 石黒英雄[2]（26）

### スーツアクター
- ウルトラマントレギア - 石川真之介
- 安達仁美
- 横尾和則
- 丸田聡美
- 岩田栄慶
- 桑原義樹
- 岡部暁
- 大村将弘
- 大久保洸成

## スタッフ
- 監修 - 塚越隆行
- 構成 - 伊藤公志、足木淳一郎
- 設定監修 - 足木淳一郎
- 演出 - 清洲昇吾、中山剛平
- 撮影 - 中川裕次、勝正輝、角田貴志、平野善男
- 音声 - 木村司、山口聡、渡邉拓
- 編集 - 中村武、菊地和美、角田丈太朗、町田光
- 視覚効果 - 三輪智章
- MA - 斎藤健二
- 音楽協力 - テレビ東京ミュージック
- 制作協力 - 千代田ビデオ、東映ラボ・テック、日本映像クリエイティブ、株式会社東京ドーム、狛江ロケーションサービス
- 番組担当 - 吉野文（テレビ東京）、嵯峨隼人
- アクションコーディネーター - 寺井大介
- 制作 - テレビ東京、電通

## 主題歌
オープニングテーマ「Hope the youth」
アーティスト - Bentham  / 作詞・作曲 - 小関竜矢 / 編曲 - Bentham & PRIMAGIC
第1話から第13話までは1番、第14話からは2番と大サビの部分が使用されている。

## 放送日程
| 放送回 | 放送日  | サブタイトル                                      | 放送エピソード | 備考                                                                                        |
| ------ | ------- | ------------------------------------------------- | --- | ------------------------------------------------------------------------------------------- |
| 第1話  | 1月05日 | 開演!ニュージェネレーションクロニクル!!           | 『ギンガS』#2、3 『X』#5 『オーブ』#6、17 『ジード』#17 『R/B』#3、5、13、15                                                       | 『ギンガ』から『R/B』までのウルトラ戦士の解説を見る総集編。                                 |
| 第2話  | 1月12日 | ユナイト!星空の声!!                               | 『X』#1 | 『X』の再放送。                                                                             |
| 第3話  | 1月19日 | 覚悟を決めろ!秘密基地へようこそ!!                 | 『ジード』#1 | 『ジード』の再放送。                                                                        |
| 第4話  | 1月26日 | 奇獣と少年!ガンQの涙!!                            | 『ギンガS』#11 | 『ギンガS』の再放送。                                                                       |
| 第5話  | 2月02日 | 戦慄!忘れ去られた過去!!                           | 『ギンガS』#6、1、3 | 『ギンガS』の再放送。                                                                       |
| 第6話  | 2月09日 | 発動!マグネウェーブ作戦!!                         | 『ギンガS』#7 | 『ギンガS』の再放送。                                                                       |
| 第7話  | 2月16日 | 決戦!朝焼けの死闘!!                               | 『ギンガS』#8 | 『ギンガS』の再放送。                                                                       |
| 第8話  | 2月23日 | ウルトラマンジード つなぐぜ! 願い!! -1-           | 『ジード』劇場版 | 『ジード』劇場版の分割放送。                                                                |
| 第9話  | 3月02日 | ウルトラマンジード つなぐぜ! 願い!! -2-           | 『ジード』劇場版 | 『ジード』劇場版の分割放送。                                                                |
| 第10話 | 3月09日 | ウルトラマンジード つなぐぜ! 願い!! -3-           | 『ジード』劇場版 | 『ジード』劇場版の分割放送。                                                                |
| 第11話 | 3月16日 | ウルトラマンR/B 総集編 オレ色に!染め上げろ!! 前編 | 『R/B』#1-13 | 『R/B』の総集編。 「ウルトラヒーローズ EXPO ステージ」での特別出張版。                      |
| 第12話 | 3月23日 | ウルトラマンR/B 総集編 オレ色に!染め上げろ!! 後編 | 『R/B』#14-25 | 『R/B』の総集編。 「ウルトラヒーローズ EXPO ステージ」での特別出張版。                      |
| 第13話 | 3月30日 | 邪悪!もうひとつのクロニクル!!                     | 『ギンガS』劇場版 『X』#22 『オーブ』劇場版 『ジード』#18,22                                                                       | 『ギンガS』から『ジード』までの敵怪獣や宇宙人をウルトラマントレギアが紹介するスペシャル編。 |
| 第14話 | 4月06日 | 襲来!美しき終焉!!                                 | 『X』#21 | 『X』の再放送。                                                                             |
| 第15話 | 4月13日 | 息吹け!虹の大地!!                                 | 『X』#22 | 『X』の再放送。                                                                             |
| 第16話 | 4月20日 | ウルトラマンX きたぞ!われらのウルトラマン!! -1-   | 『X』#5、8、14、20 『X』劇場版 | 『X』劇場版の分割放送。                                                                     |
| 第17話 | 4月27日 | ウルトラマンX きたぞ!われらのウルトラマン!! -2-   | 『X』劇場版 | 『X』劇場版の分割放送。                                                                     |
| 第18話 | 5月04日 | ウルトラマンX きたぞ!われらのウルトラマン!! -3-   | 『X』劇場版 | 『X』劇場版の分割放送。                                                                     |
| 第19話 | 5月11日 | 無情!暴走する正義!!                               | 『R/B』#3 『オーブ』#14 | 『オーブ』の再放送。                                                                        |
| 第20話 | 5月18日 | 激情!ネバー・セイ・ネバー!!                       | 『オーブ』#15 | 『オーブ』の再放送。                                                                        |
| 第21話 | 5月25日 | 計略!サクリファイス!!                             | 『ジード』#7 | 『ジード』の再放送。                                                                        |
| 第22話 | 6月01日 | 閃烈!運命を越えて行け!!                           | 『ジード』#8 | 『ジード』の再放送。                                                                        |
| 第23話 | 6月08日 | 結束!キボウノカケラ!!                             | 『ジード』#24 | 『ジード』の再放送。                                                                        |
| 第24話 | 6月15日 | 照らすぜ!GEEDの証!!                               | 『ジード』#25 | 『ジード』の再放送。                                                                        |
| 第25話 | 6月22日 | ウルトラマンタロウ大紹介 系譜!バーニング列伝!!    | 『ウルトラマン物語』 『ギンガ』#11 『ギンガS』#3 『オーブ』#3 『R/B』#1、2、19                                                     | ウルトラマンタロウやタロウ由来の力を使うウルトラ戦士を紹介する特別版。                      |
| 第26話 | 6月29日 | ウルトラマンタイガ直前SP 相伝!未来に託せ新列伝!!  | 『ザ☆ウルトラマン』#19-21 『大怪獣バトル ウルトラ銀河伝説 THE MOVIE』 『オーブ』#23 『R/B』#1、19、20、25 『R/B』劇場版 『タイガ』 | 過去のシリーズを取り上げながら、次番組『タイガ』について紹介する特別版。                    |

## 放送局
| 放送期間                                           | 放送時間         | 放送局           | 対象地域       | 備考                                             |
| -------------------------------------------------- | ---------------- | ---------------- | -------------- | ------------------------------------------------ |
| 2019年1月5日 - 6月29日                             | 土曜 9:00 - 9:30 | テレビ東京       | 関東広域圏     | 制作局                                           |
|                                                    |                  | テレビ北海道     | 北海道         |                                                  |
|                                                    |                  | テレビ愛知       | 愛知県         |                                                  |
|                                                    |                  | テレビ大阪       | 大阪府         |                                                  |
|                                                    |                  | テレビせとうち   | 岡山県・香川県 |                                                  |
|                                                    |                  | TVQ九州放送      | 福岡県         |                                                  |
| 2019年1月6日 - 7月14日                             | 日曜 6:15 - 6:45 | テレビユー福島   | 福島県         |                                                  |
| 2019年1月13日 - 7月7日                             | 日曜 5:00 - 5:30 | 北日本放送       | 富山県         |                                                  |
|                                                    | 日曜 5:20 - 5:50 | 広島ホームテレビ | 広島県         |                                                  |
| 2019年1月20日 - 7月14日                            | 日曜 5:45 - 6:15 | 静岡第一テレビ   | 静岡県         |                                                  |
| 2019年1月25日 - 7月26日                            | 金曜 4:25 - 4:55 | 宮崎放送         | 宮崎県         |                                                  |
| 2019年2月17日 - 8月11日                            | 日曜 6:30 - 7:00 | 石川テレビ       | 石川県         |                                                  |
| 2019年4月7日 - 7月7日                              | 日曜 6:15 - 6:45 | 琉球放送         | 沖縄県         | 放送の遅れを短縮するため一部の回をカットして放送 |
| 制作局と同時ネットの放送局はすべてテレビ東京系列。 |                  |                  |                |                                                  |

| 配信期間               | 配信時間      | 配信サイト                                                                                | 備考     |
| ---------------------- | ------------- | ----------------------------------------------------------------------------------------- | -------- |
| 2019年1月5日 - 6月29日 | 土曜 9:30更新 | あにてれしあたー                                                                          |          |
|                        |               | TVer／ネットでテレ東                                                                      |          |
|                        |               | YouTube ULTRAMAN Official by Tsuburaya Productions （旧Tsuburaya Prod. Official Channel） | [ 注 3 ] |